# Topal Osman Paixà
|  | Aquest article tracta sobre el gran visir del segle XVIII. Si cerqueu l'home d'estat otomà i gran governador de Bòsnia del segle XIX, vegeu «Topal Şarif Osman Paixà». |

Topal Osman Paşa —de vegades transcrit Topal Othman Pasha— (1663-1733) fou un gran visir otomà del 21 de setembre de 1731 al 12 de març de 1732.
Osman Paixà va néixer a la Morea otomana però d'una família originària de Konya. Va entrar jove al servei de l'estat i va ocupar algunes funcions. Segons Van Hammer als 24 anys va ser nomenat berglerbegi i enviat a Egipte però no va arribar a prendre possessió, ja que fou fet presoner a la costa egípcia per un corsari i enviat a Malta (1698); fou alliberat a canvi d'un rescat i va poder tornar a Istanbul on va rebre el mal nom de Topal (el Coix) a causa de la ferida que havia patit. Després va participar en algunes campanyes: Prut (1711) i Morea (1714-1715) i va ocupar alguns càrrecs menors fins a ser governador del sandjak de Tirhala; a la campanya d'Hongria del 1716 va proveir a les tropes; després va reprimir una revolta a Morea de la que fou nomenat serasker (1716-1717) i on va lluitar contra els venecians. El 1720 fou nomenat governador de Bòsnia i el 1721 de Rumèlia (fins al 1727); el 1727 va tornar a Bòsnia com a governador i a més comandant de Nish; el 17289 tornava a ser nomenat pel govern de Rumèlia i altre cop al de Bòsnia el 1730 en aquest cas per lluitar contra els partidaris de Patrona Khalil molts dels quals van fugir a Albània; va ser governador sis mesos en els quals va reprimir la revolta (maig del 1731) i llavors va retornar al govern de Rumèlia breument, ja que el 10 de setembre fou cridat per exercir com a gran visir, rebent el segell el dia 21. Va exercir sis mesos i va acabar de liquidar la revolta, va estabilitzar el cost de la vida i va assegurar els proveïments a Istanbul.
Després fou nomenat governador de Trebisonda, i al cap de poc de Tiflis, i finalment serasker d'Anatòlia. El 19 de juliol de 1733 va obtenir una victòria sobre les forces perses de Nadir Shah que havien entrat a l'Iraq. Poc després en un nou atac persa a la part nord de l'Iraq, va morir en un combat prop de Kirkuk. Un fill, Ahmed Ratib Pasha estava casat amb una filla d'Ahmet III anomenada Aysha Sultana.